# Tomasz Dziubiński (muzyk)
Tomasz Dziubiński (ur. 13 kwietnia 1943 w Starachowicach) – polski gitarzysta, kompozytor, wokalista. Jeden z prekursorów muzyki rock and rollowej w Polsce.

## Życiorys
Debiutował we wrześniu 1959 roku wraz z Wojciechem Kordą w przyzakładowym Domu Kultury Stomil w Poznaniu, gdzie działał ich pierwszy zespół. Był założycielem, współzałożycielem oraz członkiem wielu formacji, takich jak m.in.: Zespół Jazzowy Andrzeja Froehlicha (1960–1961), ROCK-HALL (1962), Zespół Jazzowy Zygmunta Wicharego (1963), My (1963–1964, 1966), Poznańscy Trubadurzy (1964–1965), Pahl Quintet (1965), Tarpany (1966–1967), Bardowie (1968), Polne Kwiaty (1968), Kanon Rytm (1969), Trio Krzysztofa Sadowskiego (1969), Wanderpol (1969–1970, 1972, 1976–1979), Test (1971), Folk Trio Andrzeja Tenarda (1972), Kwintet Aleksandra Mazura (1980), Trio Wojciecha Skowrońskiego (1985), Wojciech Skowroński Band (1986), Honey Moon Band vel Sequence Band (1987–1990, 1992–1995). Dziubiński należy do Związku Muzyków w Chicago i jest członkiem ZAIKSu. W ciągu swojej kariery artystycznej brał udział w licznych programach, nagraniach radiowo-telewizyjnych, festiwalach i koncertach estradowych w kraju i za granicą. Koncertował na estradach i w klubach w Czechosłowacji, ZSRR, Finlandii, Austrii, Szwajcarii, Stanach Zjednoczonych, Kanadzie, Iraku, Zjednoczonych Emiratach Arabskich, Kuwejcie, Bahrajnie, Norwegii, Niemczech. Brał udział w koncertach Dinozaurów Rocka Old Rock Meeting (1986) i w 25-leciu Niebiesko Czarnych (1987). W 1987 r. został wyróżniony odznaką Zasłużony Działacz Kultury. Współpracował z wieloma gwiazdami polskiej estrady, takimi jak: Alibabki, Stan Borys, Wiesława Drojecka, Halina Frąckowiak, Wojciech Gąssowski, Krystyna Giżowska, René Glaneau, Edward Hulewicz, Anna Jantar, Piotr Janczerski, Majka Jeżowska, Wojciech Korda, Maria Koterbska, Krzysztof Krawczyk, Zenon Laskowik, Jacek Lech, Helena Majdaniec, Bogusław Mec, Partita, Jerzy Połomski, Pro Contra, Krystyna Prońko, Rena Rolska, Ada Rusowicz, Irena Santor, Wojciech Skowroński (logplaye Fortepian i ja i Jak się bawisz?), Bohdan Smoleń, Zdzisława Sośnicka i wielu innych. Jest autorem podręcznika pt. Szkoła Rock And Rolla – najsłynniejsze solówki gitarowe w nutach i tabulaturze z repertuaru gwiazd Rock And Rolla (Professional Music Press – Gdynia 1996). Prowadzi własny zespół Tomasz Dziubiński Band.